# マルクス・ヘレンニウス
マルクス・ヘレンニウス（ラテン語: Marcus Herennius、生没年不明）は紀元前2世紀後期・紀元前1世紀初期の共和政ローマの政治家。紀元前93年に執政官（コンスル）を務めた。

## 出自
ヘレンニウス氏族はイタリア中部・南部に居住していたオスク系イタリック人と推定される。マルクス・ヘレンニウスはノウス・ホモ（先祖に高位官職者をもたない新人）であっただけでなく、「新ローマ市民」であったと思われる。
カピトリヌスのファスティによれば、ヘレンニウスの父のプラエノーメン（第一名、個人名）はマルクスであるが、祖父は不明である。父マルクスはガイウス・センプロニウス・グラックスの友人とされるハルスペックス（生贄の動物の内臓から前兆を読み取る占官）であるヘレンニウス・シクルスと同一人物との説もある。

## 経歴
ヘレンニウスの経歴に関しては、ほとんど知られていないが、生誕年は紀元前136年頃と推定されている。政治歴の初期に造幣官を務めたことが分かっているが、その時期に関しては紀元前109年説 と紀元前109年説 がある。プラエトル（法務官）就任年は不明だが、執政官就任年とウィッリウス法の規定から、遅くとも紀元前96年と推定される。
紀元前94年末に、ヘレンニウスは執政官選挙に立候補する。対立候補はルキウス・マルキウス・ピリップスであった。ピリップスは非常に著名で影響力のある人物で、幅広い人脈を持ち、優れた弁論家としての評判を得ていた。驚いたことに、ヘレンニウスはより多くの票を獲得し、執政官に当選した。キケロによれば、そのような結果は予想されておらず、「ヘレンニウスのピリップスに対する勝利は、クィントゥス・ファビウス・マクシムス・エブルヌスのマルクス・アエミリウス・スカウルスに対する勝利（紀元前117年選挙）や、グナエウス・マッリウス・マクシムスのクィントゥス・ルタティウス・カトゥルスに対するグ勝利（紀元前106年選挙）と同じように、同時代の人々には不可解なものとうつった」と述べている。
紀元前93年に執政官に就任。同僚執政官は、パトリキ（貴族）のガイウス・ウァレリウス・フラックスであった。執政官としての業績はほとんど分かっていない。またこれ以降のヘレンニウスに関する記録もない。
大プリニウスによれば、フラックスとヘレンニウスが執政官の年に、キレナイカでのシルフィウム（現在のどの植物に該当するか不明）の収穫は普通であった。

## 知的活動
キケロは、『ブルトゥス』で、ルキウス・リキニウス・クラッススとマルクス・アントニウス・オラトルと同時代の弁論家として、ヘレンニウスを挙げている。それによると「演説は人並みだったが純粋なラテン語を正確に話す弁論家」であり、「ピリップスに弁論術は劣っていた」とされている。

## 参考資料

### 古代の資料
- カピトリヌスのファスティ
- ガイウス・プリニウス・セクンドゥス『博物誌』
- マルクス・トゥッリウス・キケロ『ブルトゥス』
- マルクス・トゥッリウス・キケロ『ムレナ弁護』

### 研究書
- Broughton R. Magistrates of the Roman Republic. - New York, 1952. - Vol. II. - P. 558.
- Münzer F. Herennius // Paulys Realencyclopädie der classischen Altertumswissenschaft . - 1912. - Bd. VIII, 1. - Kol. 661-662.
- Münzer F. Herennius 10 // Paulys Realencyclopädie der classischen Altertumswissenschaft . - 1912. - Bd. VIII, 1. - Kol. 664.
- Sumner G. Orators in Cicero's Brutus: prosopography and chronology. - Toronto: University of Toronto Press, 1973 .-- 197 p. - ISBN 9780802052810 .